# Ford Model B (1904)
Ford Model B – samochód osobowy produkowany pod amerykańską marką Ford w latach 1904–1906.

## Galeria

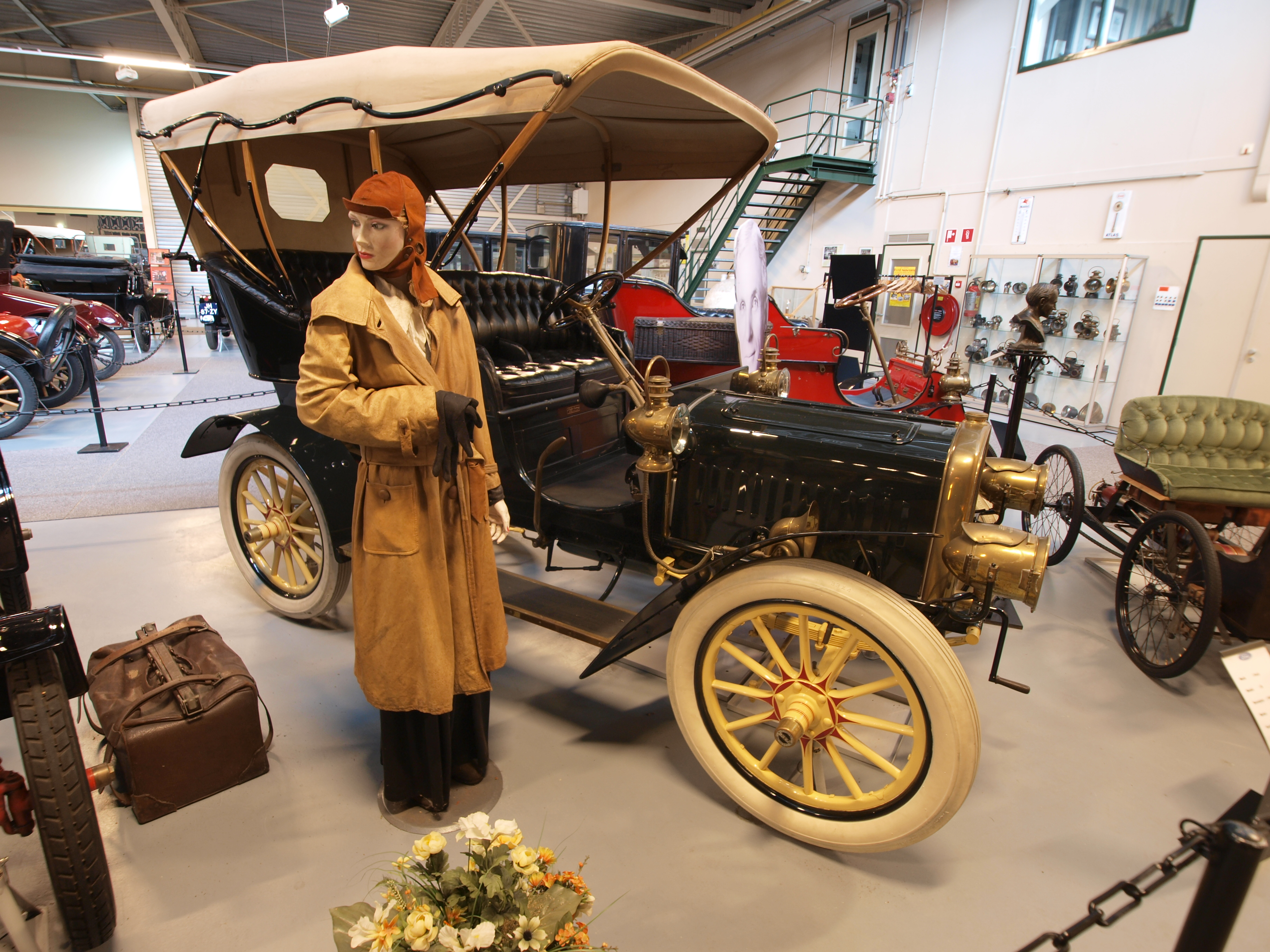
Ford Model B - przód
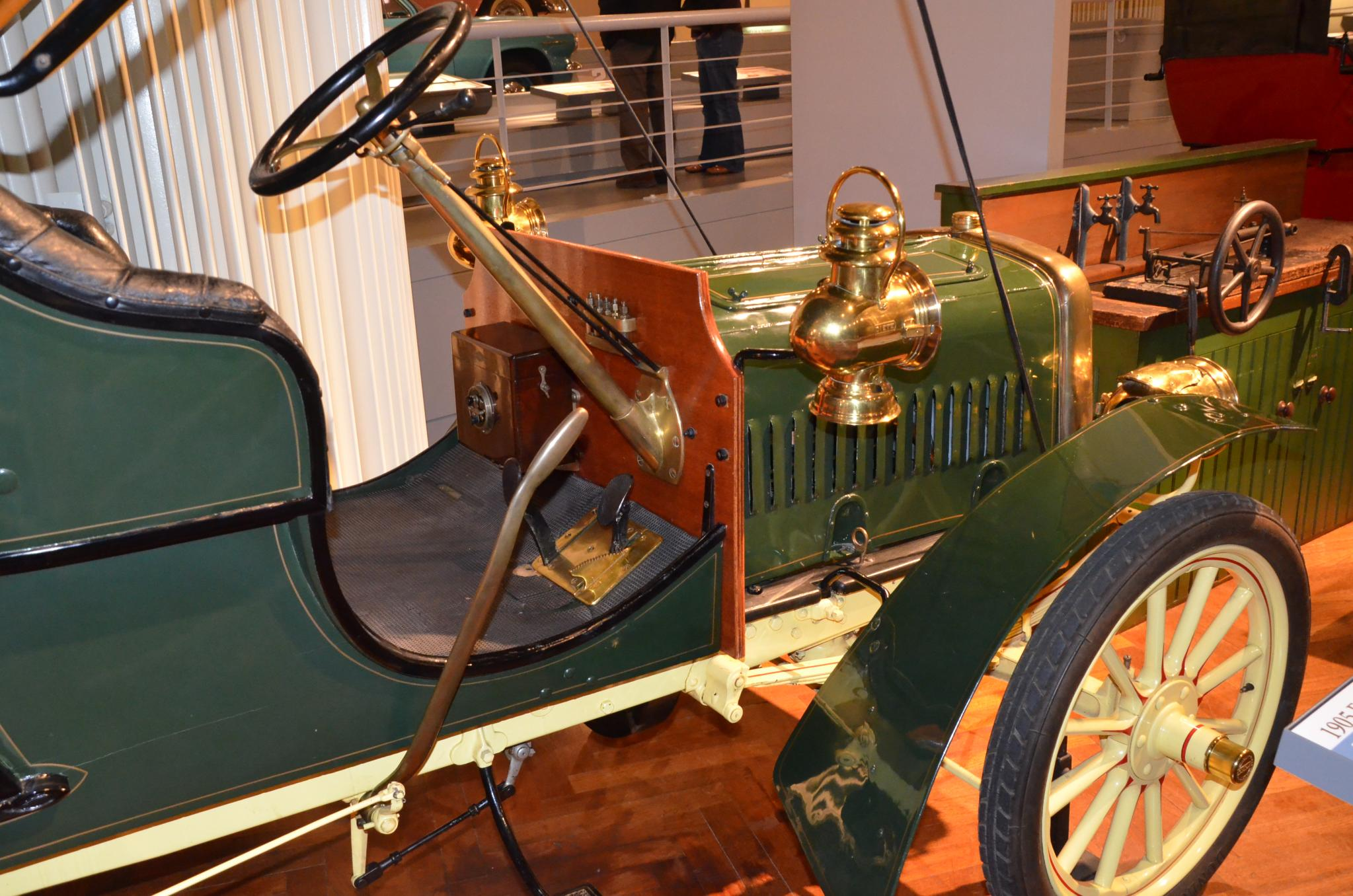
Ford Model B - wnętrze